# Стефан Щепович
Стефан Щепович (серб. Стефан Шћеповић, нар. 10 січня 1990, Белград) — сербський футболіст, нападник клубу «Ягеллонія». Виступав, зокрема, за клуби «Селтік» та «Хетафе», а також національну збірну Сербії.
Володар Кубка шотландської ліги. Чемпіон Угорщини.

## Клубна кар'єра

### Ранні роки
Народився 10 січня 1990 року в місті Белград. Вихованець юнацьких команд футбольних клубів «Меріда», «Партизан» та ОФК (Белград)
Дорослу футбольну кар'єру розпочав 2007 року в клубі ОФК (Белград). Усезоні 2008/09 років виступав в оренді в нижчолігових сербських клубах «Млади Радник» (Перша ліга Сербії) та «Сопот» (Сербська ліга, третій дивізіон національного чемпіонату).

### «Сампдорія»
21 січня 2010 року віправився в оренду до «Сампдорії». За умовами договору по завершенні угоди італійський клуб мав право викупити контракт серба. 7 лютого 2010 року вперше потрапив до заявки на матч «Сампдорії» (в поєдинку Серії A проти «Сієни»). 28 лютого 2010 року через неможливість задіяти Паццині, Кассано та Поцци, Стефан вийшов у стартовому складі програного (0:1) виїзного поєдинку проти «Парми». 11 квітня 2010 року зіграв свій другий поєдинок у Серії A у 102-у матчі «Ліхтарного дербі» (матч завершився з рахунком 1:0 на користь «Сампдорії»). Стефан вийшов на поле на 57-й хвилині, замінивши трвмованого Кассано. По завершенні сезону за право підписати гравця змагалися «Ювентус» та «Брюгге», саме з бельгійським клубом Стефан, зрештою, й уклав договір.

### «Брюгге»
У липні 2010 року Щепович перейшов у бельгійський «Брюгге». Після завершення першої частини сезону, яка завершилася безгольовою серією серба, у січні 2011 року був відправлений в оренду у «Кортрейк». У цій команді 5 лютого 2011 року відзначився дебютним голом, проте уникнути поразки від «Вестерло» допомогти не зумів (1:2). Цей гол так і залишився єдиним для Щеповича того сезону. По завершенні терміну оренди повернувся в «Брюгге». Бельгійські ЗМІ також стверджували, що Стефана найбільше запам'ятали в «Брюгге» за те, що випадково зафіксували його у ванній кімнаті в Аффлігеймі за годину до початку товариського матчу. 27 липня 2011 року, незважаючи на те, що контракт завершувався лише в 2013 році, клуб та представники футболіста домовилися про його дострокове розірвання. Таким чином, на початку сезону 2011/12 років Стефан перебував без клубу.

### «Партизан»
У вересні 2011 року Щепович виїхав до Ізраїлю, де ідписав контракт з клубом «Хапоель» (Акко). Того сезону став найкращим бомбардиром команди, відзначився 13-а голами в 31-у матчі. 8 червня 2012 року підписав 2-річний контракт з «Партизаном». Того ж дня встиг одружитися зі своєю дівчиню Йованою Щепович, з якою зустрічався протягом тривалого періоду часу. У дебютному матчі за столичний клуб відзначився першим голом, завдяки чому допоміг «Партизану» в квалфікації Ліги чемпіонів обіграти мальтійську «Валетту» (4:1). У футболці «Партизану» грав у Лізі Європи 2012/13, де виходив на поле в поєдинках проти «Інтернаціонале», «Рубіну» (Казань) та «Нефтчі» (Баку). Того ж сезону повернувся до Ізраїлю, де виступав за «Ашдод»

### «Спортінг» (Хіхон)
У липні 2013 року підписав 3-річну орендну угоду зі «Спортінгом» (Хіхон) з обов'язковим викупом. У вересні того ж року став першим в історії клубу гравцем, який відзначався голом у 5-и матчах поспіль (проти «Реал Мадрид Кастілья», «Рекреатіво», «Мальорки», «Понферрадіни» та «Депортіво» (Ла-Корунья)). У сьомому турі чемпіонату у воротах «Ейбара» відзначився дебютним хет-триком у професіональній кар'єрі. Завдяки вдалим виступам отримав нагороду Найкращий гравець місяця Сегунда Дивізіону.
У січні 2014 року Шпеповича переміг у голосуванні серед читачів іспанської спортивної газети Marca у номінації найкращий гравець першої частини сезону, отримавши звання «короля Сегунди». Окрім цього потрапив до 11-и найкращих півзахисників за версією ЛФП.
6 лютого 2014 року «Спортінг» викупив контракт Щеповича за 1 мільйон євро, серб підписав контракт з клубом до 2018 року. У футболці клубу з Хіхону відзначився 22-а голами в 39-и матчах.

### «Селтік»
2 вересня 2014 року Стефан підписав з «Селтіком» 4-річний контракт, незважаючи на те, що за день до цього відхиляв пропозицію «кельтів». Сума відступних склала 2,3 мільйони євро. Одинадцять днів по тому, дебютував у стартовому складі «Селтіка» в переможному (2:1) поєдинку проти «Абердина» на «Селтік Парк».
23 жовтня відзначився дебютним голом за шотландський клуб у поєдинку Ліги Європи проти румунської «Астри», Стефан забив після передачі зі штрафного удару від Ентоні Стоукса, завдяки чому «кельти» здобули домашню перемогу з рахунком 2:1. А вже через три дні відзначився й дебютним голом у шотландському чемпіонаті, у переможному (2:0) поєдинку проти «Кілмарнока». Іншим голом у тому поєдинку відзначився Йон Гвідетті, після того як Щепович заробив пенальті за «фол останньої надії» від Мануеля Паскалі
15 березня 2015 року Стефан залишвся на лаві запасних у переможному (2:0) поєдинку проти кубку ліги проти «Данді Юнайтед» на «Гемпден-Парк». У тому поєдинку в стартовому складі вийшли стоукс та Лі Гріффітс, а Гвідетті вийшов на поле з лави запасних. 24 травня відзначився у кожному з таймів, четвертому (домашньому) переможному (5:0) поспіль в сезоні поєдинку проти «Інвернесс Каледоніан Тісл».

### «Хетафе»
31 серпня 2015 року відправився в 1-річну оренду до іспанського «Хетафе». Дебютним голом за нову команду відзначився в переможному (1:0) поєдинку проти «Малаги».
28 червня 2016 року, після вильоту команди в нижчий дивізіон, Щепович підписав з «Гета» повноцінний контракт. Серб допоміг своєму клубу повернутися до Сегунди, зокрема 10 грудня 2017 року відзначився голом у воротах «Мальорки».

### Оренда в «Спортінг» (Хіхон)
12 липня 2017 року повернувся в 1-річну оренду до «Спортінга» (Хіхон). Незважаючи на те, що станом на 31 сіня 2018 року Стефан відзначився 4-а голами в 16-и зіграних матчах, «Гетафе» та «Спортінг» домовилися про продовження оренди ще на один рік.

### «Відеотон»
31 січня 2018 року Щепович перейшов до угорського клубу «Відеотон», де виступав разом з братом Марко. У весняній частині сезону 2017/18 років відзначився 7-а голами в 14-и матчах угорського чемпіонату. У сезоні 2018/19 років через проблеми з дисципліною майже не грав, виходив на поле лише в 2-х матчах чемпіонату. 29 січня 2018 року його контракт з угорським клубом завершився.

### «Ягеллонія»
17 січня 2019 року було оголошено про перехід Щеповича до «Ягеллонії». Станом на 7 березня 2019 року відіграв за команду з Білостока 5 матчів в національному чемпіонаті.

## Виступи за збірні
Протягом 2010–2011 років залучався до складу молодіжної збірної Сербії. На молодіжному рівні зіграв у 12 офіційних матчах, відзначився 8 голами.
Дебютував у національній збірній Сербії 29 лютого 2012 року в товариському поєдинку проти Кіпру. Дебютним голом у сербській збірній відзначився на останніх хвилинах переможного (5:1) домашнього поєдинку кваліфікації чемпіонату світу 2014 року проти Македонії на Міському стадіоні Ягодини. Щепович вийшов на поле на 62-й хвилині, замінивши Филипа Джорджевича

## Статистика виступів

### Клубна
| Клуб              | Сезон | Ліга  | Ліга | Кубок | Кубок | Єврокубки | Єврокубки | Загалом | Загалом |
| Клуб              | Сезон | Матчі | Голи | Матчі | Голи  | Матчі     | Голи      | Матчі   | Голи    |
| ----------------- | ----- | ----- | ---- | ----- | ----- | --------- | --------- | ------- | ------- |
| ОФК Белград       |       |       |      |       |       |           |           |         |         |
| 2007–08           | 4     | 0     | 0    | 0     | –     | –         | 4         | 0       |         |
| 2009–10           | 12    | 1     | 1    | 0     | –     | –         | 13        | 1       |         |
| Загалом           | 16    | 1     | 1    | 0     | –     | –         | 17        | 1       |         |
| Млади Радник      |       |       |      |       |       |           |           |         |         |
| 2008–09           | 2     | 0     | 0    | 0     | –     | –         | 2         | 0       |         |
| Загалом           | 2     | 0     | 0    | 0     | –     | –         | 2         | 0       |         |
| Сопот             |       |       |      |       |       |           |           |         |         |
| 2008–09           | 11    | 4     | 0    | 0     | –     | –         | 11        | 4       |         |
| Загалом           | 11    | 4     | 0    | 0     | –     | –         | 11        | 4       |         |
| Сампдорія         |       |       |      |       |       |           |           |         |         |
| 2009–10           | 2     | 0     | 0    | 0     | –     | –         | 2         | 0       |         |
| Загалом           | 2     | 0     | 0    | 0     | –     | –         | 2         | 0       |         |
| Брюгге            |       |       |      |       |       |           |           |         |         |
| 2010–11           | 4     | 0     | 0    | 0     | 3     | 1         | 7         | 1       |         |
| Загалом           | 4     | 0     | 0    | 0     | 3     | 1         | 7         | 1       |         |
| Кортрейк          |       |       |      |       |       |           |           |         |         |
| 2010–11           | 8     | 1     | 0    | 0     | –     | –         | 8         | 1       |         |
| Загалом           | 8     | 1     | 0    | 0     | –     | –         | 8         | 1       |         |
| Хапоель (Акко)    |       |       |      |       |       |           |           |         |         |
| 2011–12           | 31    | 13    | 0    | 0     | –     | –         | 31        | 13      |         |
| Загалом           | 31    | 13    | 0    | 0     | –     | –         | 31        | 13      |         |
| Партизан          |       |       |      |       |       |           |           |         |         |
| 2012–13           | 14    | 8     | 1    | 0     | 10    | 1         | 25        | 9       |         |
| Загалом           | 14    | 8     | 1    | 0     | 10    | 1         | 25        | 9       |         |
| Ашдод             |       |       |      |       |       |           |           |         |         |
| 2012–13           | 13    | 6     | 0    | 0     | –     | –         | 13        | 6       |         |
| Загалом           | 13    | 6     | 0    | 0     | –     | –         | 13        | 6       |         |
| Спортінг (Хіхон)  |       |       |      |       |       |           |           |         |         |
| 2013–14           | 41    | 23    | 0    | 0     | –     | –         | 41        | 23      |         |
| 2017–18           | 15    | 4     | 1    | 1     | –     | –         | 16        | 5       |         |
| Загалом           | 55    | 27    | 1    | 1     | –     | –         | 56        | 28      |         |
| Селтік            |       |       |      |       |       |           |           |         |         |
| 2014–15           | 18    | 4     | 1    | 0     | 4     | 2         | 23        | 6       |         |
| 2015–16           | 1     | 0     | 0    | 0     | 0     | 0         | 1         | 0       |         |
| Загалом           | 19    | 4     | 1    | 0     | 4     | 2         | 24        | 6       |         |
| Хетафе            |       |       |      |       |       |           |           |         |         |
| 2015–16           | 34    | 6     | 2    | 0     | –     | –         | 36        | 6       |         |
| 2016–17           | 25    | 3     | 1    | 0     | –     | –         | 26        | 3       |         |
| Загалом           | 59    | 9     | 3    | 0     | –     | –         | 62        | 9       |         |
| Відеотон          |       |       |      |       |       |           |           |         |         |
| 2017–18           | 14    | 6     | 0    | 0     | 0     | 0         | 14        | 6       |         |
| 2018–19           | 2     | 1     | 0    | 0     | 4     | 0         | 6         | 1       |         |
| Загалом           | 16    | 7     | 0    | 0     | 4     | 0         | 20        | 7       |         |
| Усього за кар'єру |       | 260   | 80   | 7     | 1     | 21        | 4         | 278     | 85      |

Станом на 18 грудня 2018.

### Статистика виступів за збірну
| Дата       | Місто         | Господарі | Результат | Гості              | Турнір            | Голи | Примітки |
| ---------- | ------------- | --------- | --------- | ------------------ | ----------------- | ---- | -------- |
| 29-2-2012  | Нікосія       | Кіпр      | 0 – 0     | Сербія             | товариський матч  | -    |          |
| 26-5-2012  | Санкт-Галлен  | Іспанія   | 2 – 0     | Сербія             | товариський матч  | -    | 75'      |
| 31-5-2012  | Реймс         | Франція   | 2 – 0     | Сербія             | товариський матч  | -    |          |
| 5-6-2012   | Стокгольм     | Швеція    | 2 – 1     | Сербія             | товариський матч  | -    | 46'      |
| 11-10-2013 | Новий Сад     | Сербія    | 2 – 0     | Японія             | товариський матч  | -    | 60'      |
| 15-10-2013 | Ягодина       | Сербія    | 5 – 1     | Північна Македонія | Відбір до ЧС 2014 | 1    | 62'      |
| 15-11-2013 | Дубай (місто) | Росія     | 1 – 1     | Сербія             | товариський матч  | -    | 63'      |
| 5-3-2014   | Дублін        | Ірландія  | 1 – 2     | Сербія             | товариський матч  | -    | 86'      |
| Усього     |               | Матчів    | 8         |                    | Голів             | 1    |          |

## Особисте життя
Стефан — старший брат Марко Щеповича, а також син колишнього нападника «Партизана» та дитячого тренера Сладана Щеповича.

## Досягненн

### Клубні
«Селтік»
- Прем'єршип (Шотландія)
  -  Чемпіон (1): 2014/15
- Кубок шотландської ліги
  -  Володар (1): 2014/15

«Відеотон»
- Чемпіон Угорщини
  -  Чемпіон (1): 2017/18

### Інивідуальні
- Найкращий гравець Сегунда Дивізіону: вересень 2013[33]